# Amtshaus des Deutschordens (Ellingen)

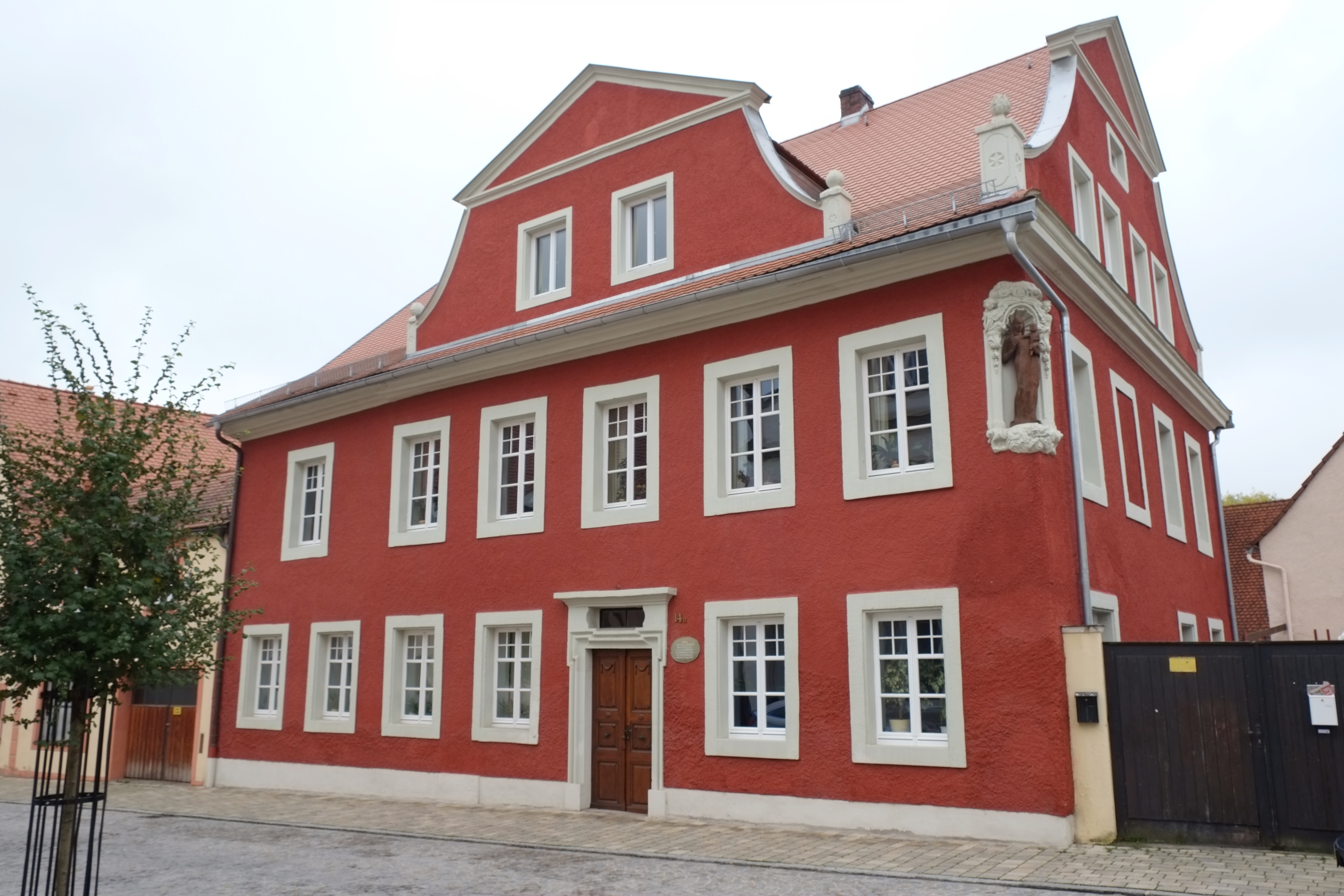
Ehemaliges Amtshaus in Ellingen

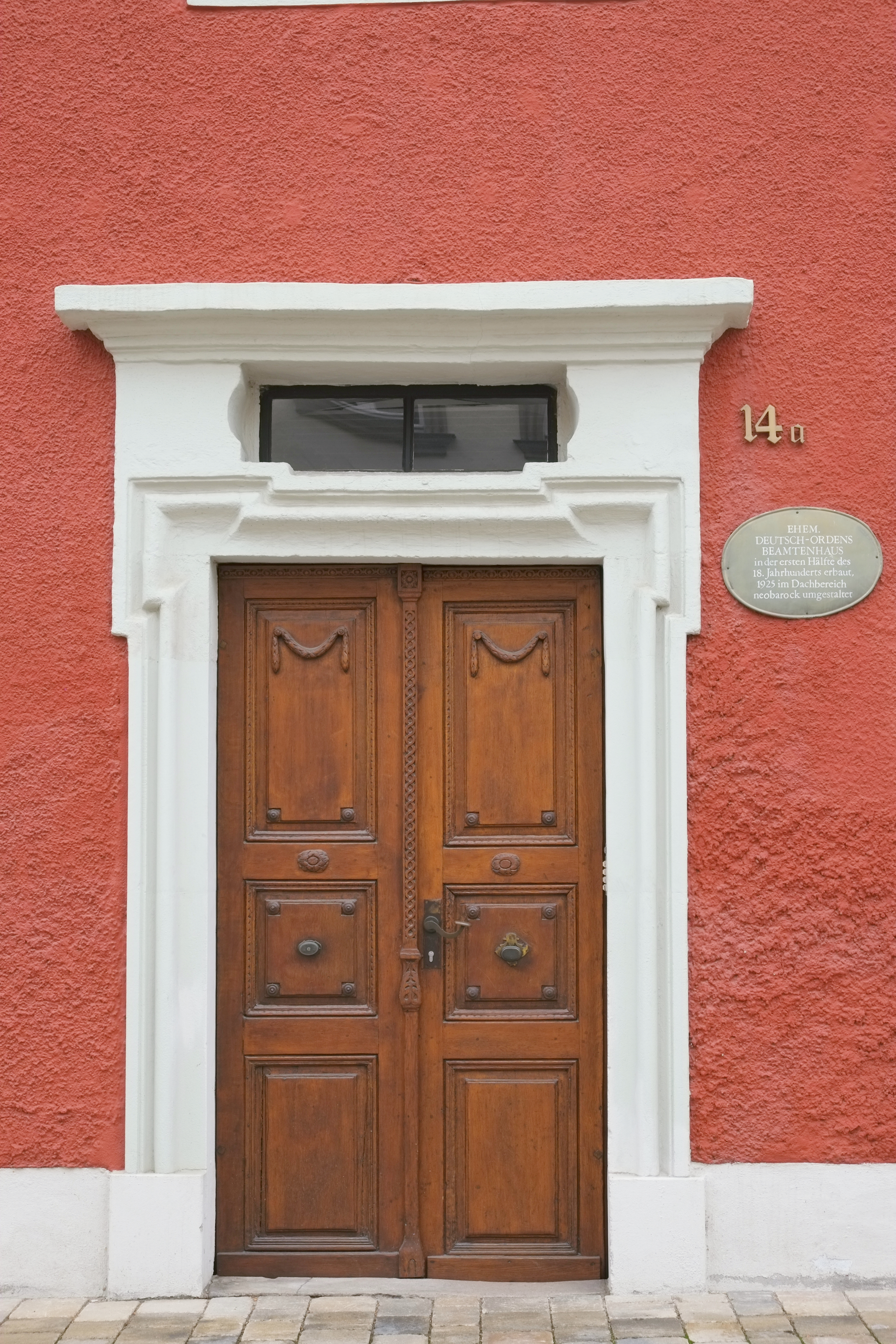
Portal

Das ehemalige Amtshaus des Deutschordens in Ellingen, einer Gemeinde im mittelfränkischen Landkreis Weißenburg-Gunzenhausen in Bayern, wurde 1725 errichtet. Das Wohnhaus an der Pleinfelder Straße 14 a/14 b ist ein geschütztes Baudenkmal.
Das Gebäude wurde als Wohnhaus für die Beamten des Deutschen Ordens errichtet. Der zweigeschossige traufständige Satteldachbau mit Zwerchgiebel besitzt nach Norden sowie östlich geschweifte Giebel. Das ursprüngliche Walmdach wurde im Jahr 1925 beim Dachausbau  zum Satteldach verändert. 
Die Madonnenfigur in der Ecknische, der geohrte Türrahmen und die neubarocken Gesimse im Giebelbereich sind erwähnenswert.